# Predsjednički izbori u Sjedinjenim Američkim Državama
Predsjednički izbori u Sjedinjenim Američkim Državama održavaju se svake četiri godine i provode u skladu s odredbama Ustava Sjedinjenih Američkih Država (članak 2. odjeljak 1; također 12., 22. i 23. amandman).
Dan izbora, održava se svake četiri godine u utorak nakon prvoga ponedjeljka u studenom. U pravilu, kandidat koji dobije najviše glasova u pojedinoj državi osvaja sve elektorske glasove te države. Kandidat s većinom glasova u biračkom kolegiju (gdje se stvarni izbor održava) postaje izabrani predsjednik.
Predsjednički izbori u Sjedinjenim Američkim Državama (također poznati kao opći izbori u Sjedinjenim Državama) razlikuju se od mnogih republika diljem svijeta (koje djeluju prema predsjedničkom ili polupredsjedničkom sustavu) koje koriste izravne izbore iz nacionalnog narodnog glasovanja (po principu 'jedna osoba, jedan glas') cijele svoje zemlje prilikom izbora svoga predsjednika. Sjedinjene Države umjesto toga koriste neizravne izbore za svog predsjednika kroz izborni kolegij, a sustav je visoko decentraliziran kao i drugi izbori u Sjedinjenim Američkih Državama.
Prije izbora 1804. svaki član izbornog kolegija davao je dva glasa. Kandidat s najviše glasova postaje predsjednik, a sljedeći kandidat postaje potpredsjednik. Tako da je bilo posve moguće da predsjednik i potpredsjednik nisu iz iste stranke. Dvanaesti amandman na Ustav stavio je točku na to i naknadno je odvojeno glasovanje za predsjednika i potpredsjednika. Predsjednički i potpredsjednički kandidat koji sudjeluju na izborima za određenu stranku nazivaju se listom.
Ako nitko od kandidata ne dobije većinu u biračkom kolegiju, odluku donosi Zastupnički dom birajući između najbolje rangiranih kandidata.
Swing država svaka je savezna država koju bi razumno mogao osvojiti ili demokratski ili republikanski kandidat, zbog promjene broja glasova. Ove su države obično na meti kampanja obje velike stranke, osobito na konkurentnim izborima. U međuvremenu, države koje redovito naginju jednoj stranci poznate su kao „sigurne države” (ili točnije kao „crvene države” (republikanci) i „plave države” (demokrati) ovisno o stranačkoj sklonosti), jer se općenito pretpostavlja da jedan kandidat ima bazu potpore iz koje se može izvući dovoljan udio biračkog tijela bez značajnih ulaganja ili truda u kampanji.
Od izbora 1856., borba se vodila između kandidata dviju glavnih stranaka: Republikanske stranke i Demokratske stranke. Od 1960-ih televizijske debate igraju presudnu ulogu u tome.